# Driouch
 (décembre 2011).
Si vous disposez d'ouvrages ou d'articles de référence ou si vous connaissez des sites web de qualité traitant du thème abordé ici, merci de compléter l'article en donnant les références utiles à sa vérifiabilité et en les liant à la section « Notes et références ».
Dar Driouch ou simplement Driouch (amazigh: Driwec ou Eddriwec ⴷⴷⵔⵉⵡⵛ, arabe: الدريوش) est une ville située dans la province de Driouch dont elle est le chef-lieu, au nord-est du Maroc. Elle se situe à 55 km au sud-ouest de la ville de Nador, dans la région du Rif, plus précisément au Rif oriental, région administrative de l'Oriental. La ville appartient à la confédération tribale rifaine des Ibdarsen (Mtalsa).

## Toponymie
Son nom proviendrait probablement du latin Andreus ou berbère "Adriouech" qui veut dire le gentil. 

## Géographie
Cette ville est bâtie sur la plaine de Qaret, une plaine s'étendant sur une superficie d'environ 400 km². Elle est limitée au nord par la commune de Ben Taieb. Au sud se dresse l'imposante chaine montagneuse d’Ain Zohra. À l'est se trouve la sinueuse rivière Ighzar Ighan. Enfin, à l'ouest s'étendent vergers et oliviers qui mènent vers le territoire des Beni Touzine vers la ville de Midar.

## Histoire
La population de la ville de Driouch est d'environ 51 000 habitants (14 741 habitants vivaient dans la commune urbaine, le reste vivaient dans la commune rurale en 2014).
Historiquement, Driouch fut connue pour l'importance de son rôle qu'il a joué lors de la guerre du Rif. La présence espagnole fut fortement combattu par les habitants de la ville et de la région. Malgré cela, la présence espagnole à Driouch peut encore actuellement être observée. L'ancien marché espagnol, l'église catholique (Al kanisa), le couvent espagnol, le pont de l'oued Kert, l'ancien parc central rappellent le passé colonial espagnol de la ville.
Driouch a hébergé en 1975 des centaines de réfugiés Marocains  d'origine rifaine qui furent expulsés par l'Algérie à la suite de l'annexion du Sahara occidental par le Maroc.
En juin 2009, à la suite du démembrement de la province de Nador, la province de Driouch fut constitué et récupéra certains arrondissements de la province de Nador.

## Population
La population de la ville de Driouch est d'environ 51 000 habitants (14 741 habitants vivaient dans la commune urbaine, le reste vivaient dans la commune rurale en 2014).
La ville appartient à la confédération tribale rifaine des Ibdarsen, Mtala en arabe. Les habitants sont principalement berberophone (rifain), cependant il existe certaines familles d'origines arabes dans la région, notamment des familles chorfa. 
Par ailleurs, les habitants de Driouch ainsi que le reste des Ibdarsen sont de culture zénète, ils pratiquent des folklores tels que la Aarfa et le Haydous.